# 2001年勁歌金曲第四季季選得獎名單
2001年勁歌金曲第四季季選是2001年十大勁歌金曲頒獎典禮第四個季選，季選歌曲會自動成為年尾舉行的十大勁歌金曲頒獎典禮的候選金曲，在清水灣半島電視城舉行。

## 焦點
- 本季選由林曉峰及趙學而擔任主持
- 本季選頒發「新星試打三屆台主」（新人薦場飆星獎前身以及傑出新人獎後身），表揚在3個月內樂壇新人的成績，得獎人是黃伊汶
- 本季選頒發「網上歌曲獎」及「網上最喜愛歌手獎」
- 在本季選13首得獎金曲及其他獎項中，歌手因事缺席獲獎，包括王菲、劉德華及張學友

## 候選金曲
本季選有42首候選金曲。
| 歌曲                | 主唱           |
| ------------------- | -------------- |
| 01.色盲             | 王菲           |
| 02.迷魂記           | 王菲           |
| 03.如果這都不算愛   | 張學友         |
| 04.天氣這麼熱       | 張學友         |
| 05.喜歡戀愛         | 盧巧音         |
| 06.戀愛拼圖         | 黃伊汶         |
| 07.血脈沸騰         | 李克勤         |
| 08.唯一             | 王力宏         |
| 09.交換溫柔         | 鄭秀文         |
| 10.螢光粉紅         | 鄭秀文         |
| 11.一拍即合         | 陳司翰         |
| 12.還記得我嗎       | 劉德華         |
| 13.最愛演唱會       | 陳慧琳         |
| 14.愛情當入樽       | Twins          |
| 15.絕對美麗         | 郭富城         |
| 16.不必說感謝       | 陳曉東         |
| 17.冒險             | 小雪           |
| 18.脈搏奔流         | 丁菲飛         |
| 19.衝口而出         | 陳奕迅         |
| 20.大開眼戒         | 陳奕迅         |
| 21.口渴             | 傅珮嘉         |
| 22.嫌棄             | 梁詠琪         |
| 23.香水             | 謝霆鋒         |
| 24.再見我的初戀     | 容祖兒         |
| 25.隨傳隨到         | 方力申         |
| 26.愛一個人原來不易 | 李彩華         |
| 27.激流             | 方力申、李彩華 |
| 28.上帝愛我         | 張燊悅         |
| 29.B.O.B.O.         | 陳文媛         |
| 30.愛到底           | 陳文媛         |
| 31.爛泥             | 許志安         |
| 32.吻著道歉         | 張柏芝         |
| 33.超速遊戲         | 陳冠希         |
| 34.壞孩子的天空     | 陳冠希         |
| 35.野孩子           | 楊千嬅         |
| 36.刀馬旦           | 李玟           |
| 37.我最關心         | 馬浚偉         |
| 38.史理夫           | 馬浚偉         |
| 39.24小時           | 王秀琳         |
| 40. 一笑而過        | 那英           |
| 41.妄想             | VRF            |
| 42.開不了口         | 周杰倫         |

## 季選得獎金曲
- 《绝对美丽》——郭富城/華納唱片
- 《交换温柔》——郑秀文 /華納唱片
- 《坏孩子的天空》——陈冠希 /音樂家唱片
- 《再见我的初恋》——容祖儿/英皇娛樂
- 《嫌弃》——梁咏琪 /華納唱片
- 《烂泥》——许志安 /正東唱片
- 《色盲》——王菲 /百代唱片
- 《血脉沸腾》——李克勤 /環球唱片
- 《不必说感谢》——陈晓东  /環球唱片
- 《野孩子》——杨千嬅  /新藝寶唱片
- 《大开眼戒》——陈奕迅 /音樂家唱片
- 《最爱演唱会》——陈慧琳  /正東唱片

## 外部連結
- 勁歌金曲優秀選
- 勁歌金曲季選、優秀選及頒獎典禮（1999年－2007年）